# Iglesia de Santa Cecilia de Salas de los Infantes

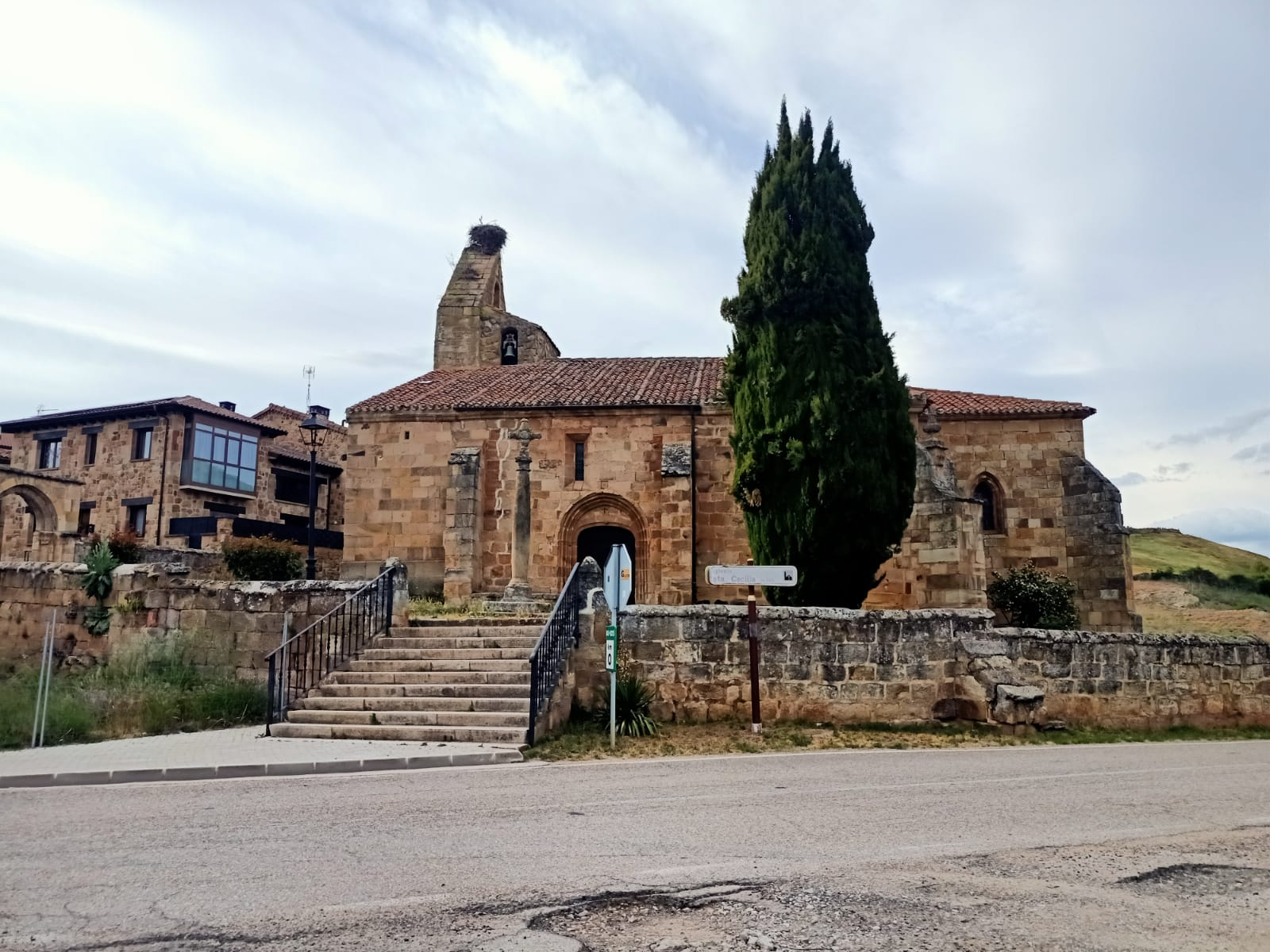
imagen de la Iglesia de Santa Cecilia de Salas de los Infantes, a orilla del río Arlanza

La iglesia de Santa Cecilia se encuentra ubicada en la localidad de Salas de los Infantes, en la provincia de Burgos, Castilla y León, España. Levantada sobre una antigua construcción del siglo XII, su gran reconstrucción se llevó a cabo en torno al siglo XIV.

## HISTORIA
Salas de los Infantes, localidad burgalesa ubicada en el sureste de la provincia de Burgos, en el valle del río Arlanza cuenta con dos Iglesias: la dedicada a Santa María y la de Santa Cecilia. Además cuenta con otras pequeñas ermitas dedicadas al culto a otros santos como San Isidro o San Roque. La Iglesia de Santa Cecilia, localizada en el barrio de Costana, a orillas del río Arlanza. En el Concilio Nacional de Burgos, celebrado en torno a los siglo XI y XII, se decretó que, por una parte, una Iglesia pertenecería a la diócesis de Osma y Soria, mientras que, por otra parte, el otro templo quedaría vinculado a la Diócesis de Burgos. La localización geográfica del principal río que atraviesa la ciudad, el Arlanza, hizo que la parroquia de Santa María quedase bajo los mandos de Osma y la de Santa Cecilia en dominio de Burgos. No fue hasta varios siglos después, cuando en el siglo XVI, la diócesis de Osma accedió a la cesión del templo dedicado a Santa María al obispado de Burgos. Finalmente, en el siglo XX, concretamente en el año 1939, con Manuel de Castro Alonso como Arzobispo de Burgos, cuando la unificación entre ambas parroquias se hace efectiva, pasándose a llamar: Parroquia de Santa María y Santa Cecilia. De este modo, actualmente, Salas de los Infantes cuenta hoy en día con una sola comunidad parroquial en la que conviven dos Iglesias con sus respectivos cementerios.

## DESCRIPCIÓN
Varada junto al río Arlanza, la iglesia de santa Cecilia, de estilo gótico, aunque con varias apariciones del época románica, encierra en sí un patrimonio único y vistosos debido a el magnífico sumario de corrientes artísticas que guarda.

### EXTERIOR
Se aprecian en el exterior sus muros de sillería pétrea, sobre los que se abre una portada con arquivoltas pertenecientes al último gótico castellano, justo en plena transición al Renacimiento. En su atrio se alza un crucero del siglo XVII, además de lucir la portada románica procedente del templo medieval del abandonado pueblo de Mazariegos, situado en plena N-234, entre Salas de los Infantes y Burgos.

### MOBILIARIO
En su interior se ubican numerosos artículos de gran valor, como la pila bautismal, de estilo románico, está decorada por un friso de arcos ciegos. Los retablos datados de los siglos XVII Y XVIII, de estilo Barroco. Por un lado, uno de ellos narra, mediante imágenes, la historia de la mártir a la que se dedica el templo, así como la de su marido, de nombre Valerio, quien tuvo un encuentro con un ángel. Otro de ellos está dedicado a la Inmaculada. Se sabe que esta obra se consiguió gracias a la cortesía del matrimonio de Andrés Cámara y Ángela Medel, quienes la donaron a la Iglesia. Por otro lado, el tercer y último retablo de la construcción está dedicado al Niño Jesús de la Pasión y fue adornado y decorado hasta mediados del siglo XVIII con motivos de estilo churrigueresco. Por último, al final del altar, en la nave central, se alza la imagen del Ecce Homo, pintura que responde cuidadosamente a las características del Barroco.

## REFERENCIAS
- «Facebook del Ayuntamiento de Salas de los Infantes».https://www.facebook.com/ayuntamiento.salas.9/. Página de Facebook del ayuntamiento de Salas de los Infantes
- «Noticia Diario de Burgos 2023».https://www.diariodeburgos.es/Noticia/Z68F7C160-E430-B7F0-89B7E736EE1AEC76/202303/En-hora-buena-por-tres-concejales. Diario e Burgos 2023
- «Página web archidiócesis de Burgos».https://www.archiburgos.es/parroquias/parroquia-santa-maria-y-santa-cecilia-salas-de-los-infantes/. Perfil de las parroquias de Salas de los Infantes en la página web de la Archidiócesis de Burgos

## BIBLIOGRAFÍA
- González Barriuso, Elías. Salas de los Infantes en la Sierra Burgalesa, Ediciones Grupo Editorial 7, S.L. 1999.
- A. Bengoechea. Historia de Salas I. Ediciones Museo de Salas. 2003.

## ENLACES EXTERNOS
- Archidiócesis de Burgos
- Salas de los Infantes
- Conferencia Episcopal Española

- Datos: Q118500027
- Multimedia: Church of Santa Cecilia, Salas de los Infantes / Q118500027